# Rock This Country!
«Rock This Country!» (en español ¡Revolucionar éste país!) es una canción escrita por la cantante canadiense Shania Twain y el productor Robert Lange. Se lanzó cómo décimo sencillo de su multiplatino álbum de estudio Come on Over (1997) en las estaciones de radio country a fines de 1999.
El sencillo, fue el que menos éxito tuvo del álbum, quizá por la mínima promoción que se le dio o por no publicase comercialmente de manera oficial.
"Rock This Country!" ha sido la canción con la que Shania cerró todos los conciertos de sus tours Come on Over tour 1998-1999 y Up! tour 2003-2004). "Rock This Country!" fue la única canción que permaneció igual en ambas versiones del álbum (versión original o country y versión internacional).
Diversos políticos, han usado la canción como tema principal para sus campañas, cómo Al Gore en el 2000 y Hillary Clinton en el 2008.

## Vídeo musical
El videoclip de "Rock This Country!" se filmó el 25 de noviembre de 1999 completamente en vivo en uno de los conciertos del Come on Over tour, bajo la dirección de Larry Jordan. Se lanzó oficialmente el 23 de diciembre de 1999.
Éste videoclip fue el tercero de tres vídeos filmados en vivo del álbum Come on Over ("Honey, I'm Home" y Come on Over.
El vídeo se encuentra disponible en el DVD de Twain The Platinum Collection.

## Recepción
"Rock This Country!" debutó en el Billboard Hot Country Singles & Tracks en la semana del 15 de enero de 2000 en el número 58. El sencillo, se mantuvo 17 semanas en la lista y llegó a un máximo del número en la semana del 26 de febrero de 2000, donde permaneció por tres semanas.
"Rock This Country!" se convirtió en el primer sencillo de  Come on Over que no alcanzó el top 10 y el top 20.

## Versiones de audio
- Versión del álbum - 4:36
- Radio Edit - 3:59

## Posicionamiento
| Chart                                        | Posición Alcanzada |
| -------------------------------------------- | ------------------ |
| EE.UU Billboard Hot Country Singles & Tracks | 30                 |
| Canada RPM Country Singles                   | 3                  |